# مازوجدار (سقز)
مازوجدار(به کردی: مازووار، Mazuwar) روستایی از توابع بخش سرشیو شهرستان سقز است که در استان کردستان ایران قرار دارد.

## جمعیت
این روستا در دهستان ذوالفقار واقع شده و براساس سرشماری سال ۱۳۸۵، جمعیت آن ۱۴۶ نفر (۲۸ خانوار) بوده‌است.